# Sphingomima olivacea
Sphingomima olivacea är en fjärilsart som beskrevs av Pierre E.L. Viette 1954. Sphingomima olivacea ingår i släktet Sphingomima och familjen mätare. Inga underarter finns listade i Catalogue of Life.